# 체르니우치주

체르니우치주의 위치

체르니우치주(우크라이나어: Чернівецька область)는 우크라이나 서부에 위치한 주로 주도는 체르니우치이며 면적은 8,097km2, 인구는 904,100명(2009년 1월 1일 기준)이다.
북서쪽으로는 이바노프란키우스크주, 북쪽으로는 테르노필주와 흐멜니츠키주, 동쪽으로는 빈니차주와 접하며 남쪽으로는 루마니아, 남동쪽으로는 몰도바와 국경을 접한다. 1940년 8월 7일에 창설되었다.

주기
주 문장

## 참고
1. ↑  (영어) The number of the actual population as of January 1, 2009 보관됨 2010-03-12 - 웨이백 머신,2010년 7월 5일 확인함